# アーロン・ブラウン (陸上選手)
アーロン・ブラウン（Aaron Brown、1992年5月27日 ‐ ）は、カナダ・トロント出身の陸上競技選手。専門は短距離走。100mで9秒96（カナダ歴代4位）、200mで19秒95（カナダ歴代2位）の自己ベストを持つ、200mの元カナダ記録保持者。2016年リオデジャネイロオリンピック男子4×100mリレーの銅メダリストである。ジャマイカ人とバルバドス人を祖先に持つ。

## 経歴

### 2009年
7月のブレッサノーネ世界ユース選手権に出場すると、男子100m2次予選を10秒46（+0.7）のユースカナダ新記録で突破。準決勝も2次予選のタイムに迫る10秒49（+1.3）で突破してファイナリストになり、決勝では10秒74（-1.2）とタイムを落としたが、Prezel Hardy（10秒57）に次いで銀メダルを獲得した。100mではカナダ史上初のメダル獲得であり、100m以外の短距離種目（ハードル種目は除く）を通じてもカナダ史上初のメダル獲得だった。男子メドレーリレーでは3走を務め、予選で1分54秒90、決勝で1分53秒51と、ともにユースカナダ最高記録を樹立するも5位に終わった。

### 2010年
7月のモンクトン世界ジュニア選手権に出場すると、男子100mでファイナリストになるも10秒48（-0.7）の5位に終わった。男子200mは予選を21秒21（+0.3）の自己ベスト（当時）で突破すると、準決勝は追い風参考記録ながら予選のタイムを上回る21秒12（+2.1）で突破し、100mに続いてファイナリストとなった。決勝は21秒00（+0.5）の自己ベストをマークし、飯塚翔太（20秒67）、アリクサンドル・リニク（20秒89）に次いで3位に入り、ウェイド・バン・ニーキルク（21秒02）とのメダル争いを0秒02差で制して銅メダルを獲得した。この種目におけるカナダ勢のメダル獲得は、2006年北京大会で銀メダルを獲得したブライアン・バーネット以来、史上二人目だった。

### 2012年
シニアの世界大会デビューとなった8月のロンドンオリンピックには男子200mに出場すると、予選を20秒55（-0.1）の自己ベストタイで突破。準決勝でも20秒42（-0.6）の自己ベスト（当時）をマークしたが、タイムで拾われた8位の選手とは0秒05差の9位に終わり、決勝進出を逃した。

### 2013年
6月5日のNCAA選手権（全米学生選手権）男子100mでカナダ歴代4位（当時）の記録となる10秒05（+1.9）をマーク。シニアの世界選手権デビューとなった8月のモスクワ世界選手権では、男子100mでセミファイナリストになるも10秒15（+0.1）の組5着で決勝には進めなかった。男子4×100mリレーでは2走（ギャビン・スメリー、ブラウン、Dontae Richards-Kwok、ジャスティン・ワーナー）を務めると、メンバーに100m9秒台が1人もいない中、カナダ歴代4位（当時）の記録となる37秒92をマークしての銅メダル獲得に貢献した。この種目におけるカナダのメダル獲得は、1997年アテネ大会で金メダルを獲得して以来、16年ぶりだった。

### 2014年
2月14日の200mで室内カナダ新記録（当時）となる20秒53をマークし、1998年2月14日にブルニー・スリンがマークした20秒66を16年ぶりに更新すると、5月31日のNCAA西地区選手権男子200mではカナダ新記録（当時）となる20秒16（+0.5）をマークし、1991年8月26日にAtlee Mahornがマークした20秒17を23年ぶりに更新した。

### 2015年
8月の北京世界選手権に出場すると、男子100mは予選を10秒03（+2.1）で突破し、追い風参考記録ながら自己ベスト（10秒05）を上回るタイムをマークして2大会連続のセミファイナリストとなったが、準決勝は10秒15（+0.9）の組7着に終わった。この種目では世界選手権初出場となった男子200mは予選で20秒43（-0.4）の組4着に終わり、着順で準決勝に進出できた組3着とは0秒05差で敗退した。男子4×100mリレーでは予選でアンカー（ジャスティン・ワーナー、アンドレ・ドグラス、ブレンドン・ロドニー、ブラウン）を務めると、38秒03の好タイムをマークして組5着（全体6位）で決勝に進出した。決勝では1走（ブラウン、アンドレ・ドグラス、ブレンドン・ロドニー、ジャスティン・ワーナー）を務め、38秒13をマークしての4位に貢献したが、その後2位でゴールしたアメリカがオーバーゾーンで失格となり、カナダは3位に繰り上がり2大会連続で銅メダルを獲得した。

### 2016年
4月30日にバトンルージュで開催された大会の男子100mで追い風参考記録ながら9秒95（+3.1）をマークすると、男子200mでは自己ベストとなる20秒00（+1.1）をマークし、19秒台に肉薄した。6月11日にモンテベルデで開催された大会の100mでカナダ歴代4位の記録となる9秒96（+2.0）をマーク。従来の自己ベスト（10秒05）を0秒09更新し、10秒の壁を公認で突破した。8月のリオデジャネイロオリンピックには3種目に出場したが、個人種目の男子100mと男子200mはそれぞれ予選と準決勝で敗退した。男子4×100mリレーでは予選と決勝で2走を務めると、アキーム・ヘインズ、ブラウン、ブレンドン・ロドニー、アンドレ・ドグラスのオーダーで臨んだ19日の決勝は37秒64のカナダ新記録を樹立。1996年アトランタオリンピックでブルニー・スリンとドノバン・ベイリーを擁するチームが樹立した従来の記録を0秒05更新したが、ジャマイカ（37秒27）、日本（37秒60）、アメリカ（37秒62）に次ぐ4位に終わり、0秒02差でメダルを逃した。ところが、3位に入ったアメリカが1-2走のバトンパスの際に違反があったとして失格となり、カナダは3位に繰り上がり銅メダルを獲得した。この種目におけるカナダのメダル獲得は、1996年アトランタ大会以来20年ぶりとなった。

### 2017年
4月の世界リレーに出場すると、男子4×100mで2走、男子4×200mでアンカーを務めた。リオデジャネイロオリンピックの銅メダルメンバーそのままで臨んだ男子4×100mは予選を全体1位の38秒21で突破したが、決勝では3走のブレンドン・ロドニーへのパトンパスに失敗し途中棄権に終わった。しかし、翌日の男子4×200mでは1分19秒42の今季世界最高記録をマークしての優勝に貢献した。8月のロンドン世界選手権では、男子200m予選をシーズンベストの20秒08（+0.7）で突破したかに思われたが、内側のラインを踏んだため失格に終わった。エースのアンドレ・ドグラスが不在（怪我のため大会欠場）の男子4×100mリレーは予選と決勝で2走を務めたが、38秒59の6位に終わり3大会連続のメダルを逃した。

## 人物
- 趣味はバスケットボールをプレーすること。ヒーローはレブロン・ジェームズ[21]。
- 父のイアン（Ian）はトロント・ウェスタン病院 (en) のドナルド・K・ジョンソン眼科センター (en) で働く技術者、母のソニア（Sonia）はマイケル・ガロン病院 (en) で働く看護師である（共に2016年8月時点）[22]。

## 自己ベスト
記録欄の（　）内の数字は風速（m/s）で、+は追い風を意味する。
| 種目 | 記録          | 年月日        | 場所           | 備考             |
| 屋外 | 屋外          | 屋外          | 屋外           | 屋外             |
| ---- | ------------- | ------------- | -------------- | ---------------- |
| 100m | 9秒96 (+2.0)  | 2016年6月11日 | モンテベルデ   | カナダ歴代4位    |
| 100m | 9秒96 (+1.7)  | 2019年7月26日 | モントリオール | カナダ歴代4位    |
| 100m | 9秒95w (+3.1) | 2016年4月30日 | バトンルージュ | 追い風参考記録   |
| 200m | 19秒95 (-0.1) | 2019年7月5日  | ローザンヌ     | カナダ歴代2位    |
| 室内 |               |               |                |                  |
| 60m  | 6秒55         | 2014年2月15日 | アルバカーキ   |                  |
| 200m | 20秒53        | 2014年2月14日 | アルバカーキ   | 元室内カナダ記録 |

## 主要大会成績
備考欄の記録は当時のもの
| 年   | 大会                              | 場所             | 種目      | 結果   | 記録            | 備考                            |
| ---- | --------------------------------- | ---------------- | --------- | ------ | --------------- | ------------------------------- |
| 2009 | 世界ユース選手権                  | ブレッサノーネ   | 100m      | 2位    | 10秒74 (-1.2)   | 2次予選10秒46：ユースカナダ記録 |
| 2009 | 世界ユース選手権                  | ブレッサノーネ   | メドレーR | 5位    | 1分53秒51 (3走) | 同着                            |
| 2010 | 世界ジュニア選手権                | モンクトン       | 100m      | 5位    | 10秒48 (-0.7)   |                                 |
| 2010 | 世界ジュニア選手権                | モンクトン       | 200m      | 3位    | 21秒00 (+0.5)   | 自己ベスト                      |
| 2011 | パンアメリカンジュニア選手権 (en) | ミラマー         | 100m      | 3位    | 10秒25 (+2.4)   |                                 |
| 2011 | パンアメリカンジュニア選手権 (en) | ミラマー         | 4x100mR   | 2位    | 39秒97 (2走)    |                                 |
| 2012 | オリンピック                      | ロンドン         | 200m      | 準決勝 | 20秒42 (-0.6)   | 自己ベスト                      |
| 2013 | 世界選手権                        | モスクワ         | 100m      | 準決勝 | 10秒15 (+0.1)   |                                 |
| 2013 | 世界選手権                        | モスクワ         | 4x100mR   | 3位    | 37秒92 (2走)    |                                 |
| 2014 | 英連邦競技大会 (en)               | グラスゴー       | 100m      | 準決勝 | 10秒17 (+0.7)   |                                 |
| 2014 | 英連邦競技大会 (en)               | グラスゴー       | 4x100mR   | 決勝   | DNF (2走)       |                                 |
| 2015 | 世界リレー (en)                   | ナッソー         | 4x100mR   | 予選   | DQ (2走)        |                                 |
| 2015 | パンアメリカン競技大会 (en)       | トロント         | 4x100mR   | 決勝   | DQ (4走)        | レーン侵害                      |
| 2015 | 世界選手権                        | 北京             | 100m      | 準決勝 | 10秒15 (+0.9)   |                                 |
| 2015 | 世界選手権                        | 北京             | 200m      | 予選   | 20秒43 (-0.4)   |                                 |
| 2015 | 世界選手権                        | 北京             | 4x100mR   | 3位    | 38秒13 (1走)    |                                 |
| 2016 | オリンピック                      | リオデジャネイロ | 100m      | 予選   | 10秒24 (-1.3)   |                                 |
| 2016 | オリンピック                      | リオデジャネイロ | 200m      | 準決勝 | 20秒37 (-0.4)   |                                 |
| 2016 | オリンピック                      | リオデジャネイロ | 4x100mR   | 3位    | 37秒64 (2走)    | カナダ記録                      |
| 2017 | 世界リレー (en)                   | ナッソー         | 4x100mR   | 決勝   | DNF (2走)       |                                 |
| 2017 | 世界リレー (en)                   | ナッソー         | 4x200mR   | 優勝   | 1分19秒42 (4走) |                                 |
| 2017 | 世界選手権                        | ロンドン         | 200m      | 予選   | DQ              | レーン侵害                      |
| 2017 | 世界選手権                        | ロンドン         | 4x100mR   | 6位    | 38秒59 (2走)    |                                 |
| 2018 | 英連邦競技大会 (en)               | ゴールドコースト | 200m      | 2位    | 20秒34 (+0.9)   |                                 |